# Marcel Gili
Marcel Gili (Tuïr, 12 de febrer del 1914 – París, 10 de desembre del 1993) fou un escultor i pintor català, professor de l'Escola Nacional Superior de Belles Arts de París.

## Primers passos
La família de Marcel Gili, originària de Vic, de 13 germans, estava molt vinculada al món de la música tradicional catalana. El seu pare Isidre Gili era músic i compositor de sardanes i el seu germà gran Camil Gili era membre fundador de la Cobla Combo-Gili. Diversos germans i nebots també formaven part de la cobla. A ell li tocà estudiar contrabaix i violoncel per a seguir amb la tradició familiar. Però, com sigui que la música no donava per viure, l'altre negoci de la família era la construcció i, de ben petit, Marcel hagué d'ajudar a polir pedres al taller patern. Aquí es va adonar de les seves aptituds per l'escultura.
Als setze anys va tenir l'oportunitat d'entrar a estudiar a Perpinyà amb Gustau Violet. Va restar dos anys amb el mestre i, als 18, es va presentar al taller d'Aristides Maillol, prop de París, que l'acollí i integrà en el seu grup. Aquell mateix any 1932 realitzà la seva primera exposició a Perpinyà.
El 1935 participà en l'exposició a París de l'associació d'Art Mural, de la qual formava part conjuntament amb altres artistes com Robert Delaunay, Henri Laurens, Ossip Zadkine, Fernand Leger, René Iché, Albert Gleizes, Jean Cassou, Raoul Dufy, Auguste Perret, Max Jacob i Le Corbusier.

## Maduresa
Durant la Segona Guerra Mundial, participà en les reunions que conduirien a la fundació del Saló de Maig a París el 1943. Acabada la guerra, exposà a Rio de Janeiro, a la Biennal de Venècia, a Madrid, Tòquio, Brussel·les, Anvers, Berlín, Milà, Viena, Suècia, Arnhem, L'Havana… Però on la seva presència fou gairebé constant fou a París, a la resta de França: Bourges, Caen, Orleans, Tolosa, Montpeller, Argenteuil, Brest, Mulhouse… i al seu Rosselló natal: Ceret, Perpinyà, Cotlliure, Vilanova de la Ribera…
Quan el seu èxit internacional fou un fet, decidí que el món del mercat d'art no feia per a ell i emprengué el camí de la docència. Acceptà una plaça de professor a l'Escola de Belles Arts de Bourges i, l'any 1969, fou nomenat per a l'Escola Nacional Superior de Belles Arts de París. Allà va poder desenvolupar les seves idees incorporant el dibuix i la pintura i, sobretot, la llibertat a la creació artística.
El seu vessant creatiu va continuar, repartit geogràficament entre els seus tallers de París i el de Vingrau, el mas Genegals, i va mantenir la seva presència en una multitud d'esdeveniments artístics. El 1993, a causa d'unes complicacions en una operació quirúrgica, moria sobtadament a París, a l'edat de 79 anys. Havia estat casat dues vegades. La primera amb Madeleine, amb qui va tenir tres fills: Raymond, Alain i Inès, i la segona amb Geneviève, mare d'Esteve, el seu quart fill.
Fou reconegut amb diverses distincions. Entre elles, la de Cavaller de la Legió d'Honor, de les Arts i les Lletres i de les Palmes Acadèmiques, i la Medalla dels Evadits.
Al mas Genegals de Vingrau hom ha habilitat un espai d'exposició permanent, gestionat per l'Associació d'Amics de Marcel Gili, fundada per la seva vídua.